# 王曰然 (嘉靖進士)
王曰然（1513年—？），字汝從，河南衛輝守禦千戶所人，軍籍，明朝政治人物。

## 生平
嘉靖十三年（1534年）甲午科河南鄉試第六名舉人。嘉靖二十年（1541年）中式辛丑科會試第二百三十九名，登第三甲第一百七十八名進士。二十二年任山东潍县知县，有惠政。二十八年陞任南京户部主事。邑人爲其立賢侯祠。

## 家族
曾祖王素，府通判；祖父王卿，監生；父王施恩，母胡氏。具庆下。弟曰可、曰善。